# Roasio
Roasio é uma comuna italiana da região do Piemonte, província de Vercelli, com cerca de 2.495 habitantes. Estende-se por uma área de 28,14  km², tendo uma densidade populacional de 88 hab/km². Faz fronteira com Brusnengo (BI), Curino (BI), Gattinara, Lozzolo, Rovasenda, Sostegno (BI), Villa del Bosco (BI).

## Demografia
| Variação demográfica do município entre 1861 e 2011                               |
|                                                                                   |
| Fonte: Istituto Nazionale di Statistica (ISTAT) - Elaboração gráfica da Wikipedia |